# Flury Koch
Florian «Flury» Koch (* 5. Mai 1945 in Tamins) ist ein ehemaliger Schweizer Skilangläufer.

## Werdegang
Koch, der für den SC Alpina St. Moritz startete und als Bergführer tätig ist, nahm bis 1965 an Juniorenrennen teil. Dabei belegte er bei den Schweizer Juniorenmeisterschaften 1964 in St. Moritz den zweiten Platz mit der Staffel und bei den Schweizer Juniorenmeisterschaften 1965 in Langenbruck den fünften Platz über 9 km und den zweiten Rang mit der Staffel. Im folgenden Jahr wurde er bei den Schweizer Skimeisterschaften in Andermatt Achter über 15 km. Nach Platz eins über 15 km in Vättis zu Beginn der Saison 1966/67 holte er bei den Schweizer Skimeisterschaften Silber mit der Staffel. Zudem errang er dabei den achten Platz über 15 km und den sechsten Platz über 30 km. In der Saison 1967/68 siegte er bei nationalen Rennen in Splügen, Maloja und in Pontresina und gewann bei den Schweizer Skimeisterschaften 1968 in Lenk Gold mit der Staffel. Er wurde daraufhin für die Olympischen Winterspiele 1968 in Grenoble nominiert, wo er auf den 32. Platz über 30 km, auf den 19. Rang über 15 km und zusammen mit Konrad Hischier, Josef Haas und Alois Kälin auf den fünften Platz mit der Staffel lief. In der folgenden Saison triumphierte er in Steg über 15 km und errang beim ersten Engadin Skimarathon den zweiten Platz.
In der Saison 1969/70 belegte Koch bei den Nordischen Skiweltmeisterschaften 1970 in Štrbské Pleso den 30. Platz über 30 km und holte bei den Schweizer Skimeisterschaften 1970 erneut Gold mit der Staffel. Zudem wurde er dabei Achter über 15 km und Fünfter über 50 km. Nach Platz vier beim internationalen Staffellauf in St. Moritz zu Beginn der Saison 1970/71 und Rang sieben mit der Staffel beim internationalen Rennen in Le Brassus errang er in Valfurva den fünften Platz über 15 km und gewann bei den Schweizer Skimeisterschaften 1971 erneut Gold mit der Staffel. Zudem wurde er Fünfter über 30 km. Im März 1971 kam er auf den dritten Platz beim Björnstad-Gedenklauf und auf den zweiten Rang mit der Staffel bei den CISM-Meisterschaften in Sterzing. Zu Beginn der Saison 1971/72 siegte er in Disentis über 12 km und errang den zweiten Platz über 15 km in Maloja und den dritten Platz in Pontresina. Es folgte der achte Platz über 15 km in Le Brassus und der vierte Rang bei den Schweizer Skimeisterschaften 1972 über 15 km. Zudem holte er erneut Gold mit der Staffel. Für die nachfolgenden Olympischen Winterspiele in Sapporo wurde er nominiert, kam aber dort nicht zum Einsatz. Ende Februar 1972 gewann er bei den Militär-Weltmeisterschaften im Libanon Gold mit der Staffel. Zum Saisonende triumphierte er beim Engadin Skimarathon und beendete seine Skilanglaufkarriere.